# Teolept al II-lea al Constantinopolului
Teolept al II-lea (în greacă Θεόληπτος Β΄, transliterat: Theoliptos 2; n. secolul al XVI-lea, Imperiul Otoman – d. după 1597) a fost un cleric ortodox grec, care a îndeplinit funcția de patriarh ecumenic al Constantinopolului din 1585 până în 1586.

## Biografie
Teolept a fost nepotul patriarhului Mitrofan al III-lea. El a devenit mitropolit de Philippopolis și, deși fusese ajutat de patriarhul Ieremia al II-lea, a conspirat împotriva binefăcătorului său, aliindu-se cu Pahomie al II-lea. Atunci când Pahomie a fost destituit, Teolept a fost numit patriarh în locul său, la 16 februarie 1585, și a fost înscăunat oficial în martie 1585 de patriarhii Alexandriei și Antiohiei.
În mai 1586, în timp ce Teolept călătorea în Moldova și Țara Românească pentru a strânge fonduri, Nichifor (d. 1596), un diacon al patriarhului exilat Ieremia, a reușit să-l detroneze. Nichifor a devenit locum tenens al tronului patriarhal până în aprilie 1587, când Ieremia al II-lea a fost reales patriarh, deși nu se afla atunci la Istanbul deoarece era într-o călătorie lungă în Ucraina și Rusia. Ieremia a fost anunțat despre realegerea sa abia în 1589 în Moldova, când se afla pe drumul de întoarcere la Istanbul; el a ajuns acolo în anul 1590. În acest timp, diaconul Nichifor a continuat să conducă Biserica Constantinopolului în numele lui Ieremia. Perioada administrației lui Nichifor a fost întreruptă pentru o scurtă vreme (aproximativ zece zile) de diaconul Dionisie (ulterior mitropolit de Larisa, d. 1611).
După aprilie 1587 Sfântul Sinod al Bisericii Constantinopolului l-a iertat pe Teolept și l-a trimis în Iberia pentru a strânge bani pentru a acoperi datoriile bisericii. În 1587 Teolept a adoptat un sigiliu pentru Mănăstirea Sumela, dar nu se știe dacă a fost emis în mod legal sau ilegal. În cele din urmă, Teolept s-a împăcat cu Ieremia al II-lea și l-a ajutat în administrarea Bisericii până în 1590. Soarta lui ulterioară este necunoscută.
Teolept a fost ultimul patriarh care a avut scaunul patriarhal în Biserica Pammakaristos, care a fost transformată în moschee în 1586. Catedrala patriarhală a fost mutată în mai săraca biserică Theotokos Paramythia (mai târziu în incinta „Vlach Saray”, reședința domnilor Țării Românești la Constantinopol), unde a rămas timp de unsprezece ani, până în 1597.